# Marta Jas-Koziarkiewicz
Marta Jas-Koziarkiewicz – polska politolożka i medioznawczyni, doktor habilitowana nauk społecznych, adiunkt i kierownik Katedry Polityk Unii Europejskiej na Wydziale Nauk Politycznych i Studiów Międzynarodowych Uniwersytetu Warszawskiego.  

## Kariera naukowa
W dniu 23 stycznia 2008 r. uzyskała na ówczesnym Wydziale Dziennikarstwa i Nauk Politycznych UW stopień doktora nauk humanistycznych w zakresie nauk o polityce na podstawie pracy Dotowane pisma mniejszości niemieckiej w Polsce jako prasa środowiskowa, której promotorką była Ewa Stasiak-Jazukiewicz. 15 stycznia 2020 r. na tym samym wydziale, noszącym już wówczas nazwę Wydziału Nauk Politycznych i Studiów Międzynarodowych UW, uzyskała stopień doktora habilitowanego nauk społecznych w dyscyplinie nauk o polityce i administracji na podstawie dorobku naukowego i pracy Euranet Plus - europejski głos w Twoim domu. Radio w procesie europeizacji. 
Należała do kadry naukowo-dydaktycznej Instytutu Europeistyki UW, a po jego rozwiązaniu w ramach reorganizacji wydziału z 2019 r. weszła w skład zespołu Katedry Polityk Unii Europejskiej. W marcu 2021 r. została kierownikiem Katedry.  
W latach 2011–2019 była sekretarzem redakcji Przeglądu Europejskiego, zaś w latach 2014-2019 zajmowała analogiczne stanowisko również w redakcji Studiów Wschodnioeuropejskich. Jest członkinią założycielką Polskiego Towarzystwa Studiów Europejskich, w latach 2012-2019 zasiadała w komisji rewizyjnej tej organizacji. 